# مصرقان
مصرقان روستایی است از توابع بخش خرقان شهرستان زرندیه در استان مرکزی ایران.

## جمعیت
این روستا که در دهستان دوزج قرار دارد و براساس سرشماری مرکز آمار ایران در سال ۱۳۹۵، جمعیت آن ۸۹۲ نفر (۲۲۷ خانوار) است.

## منابع

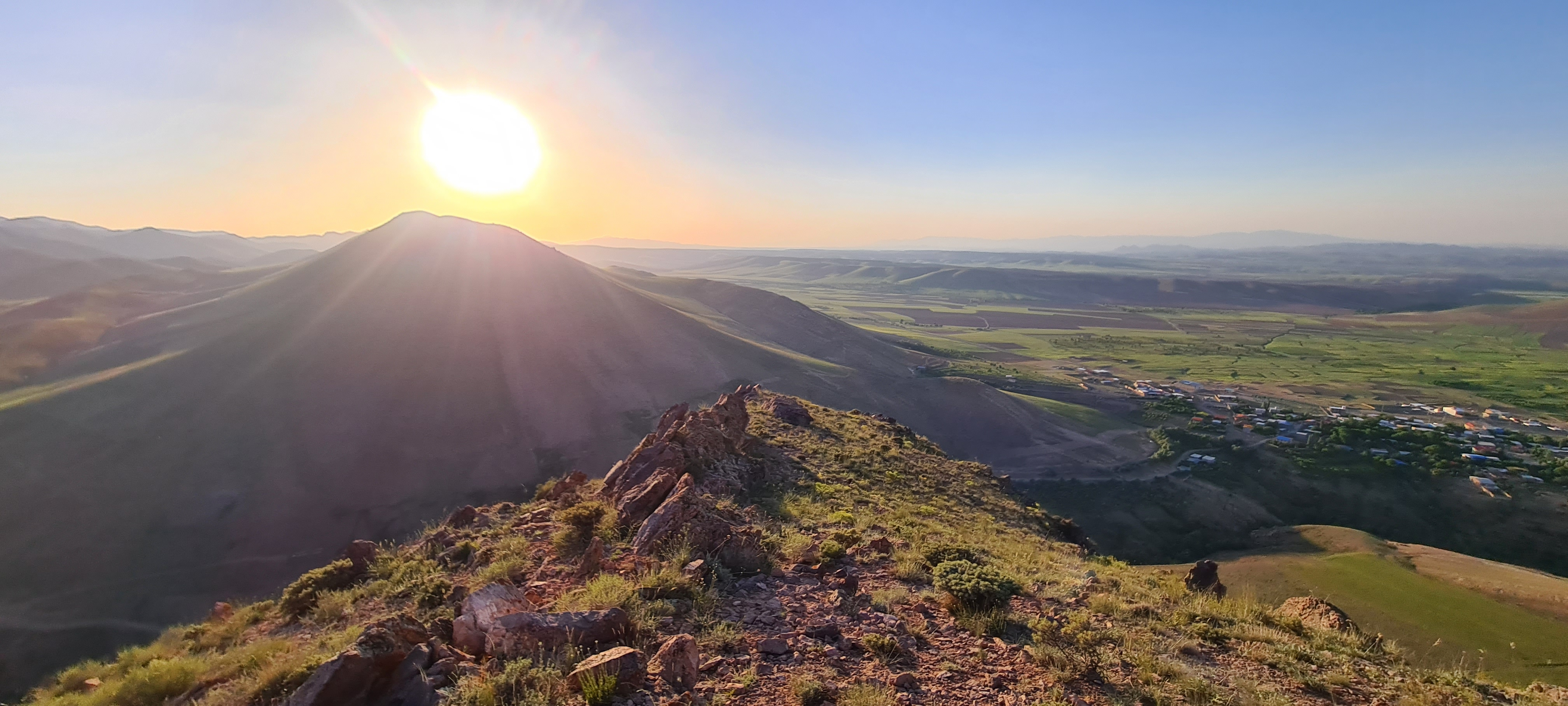
روستای مصرقان - خرداد 1400